# Streitkräfte Liberias
Die Streitkräfte Liberias (engl. Armed Forces of Liberia (AFL)) gehen auf eine Miliz zurück, die von den ersten schwarzen Kolonisten Liberias gegründet wurde. Sie wurde 2008 neu organisiert und steht unter dem Kommando des Präsidenten Liberias. Verteidigungsminister ist Daniel Dee Ziankahn.

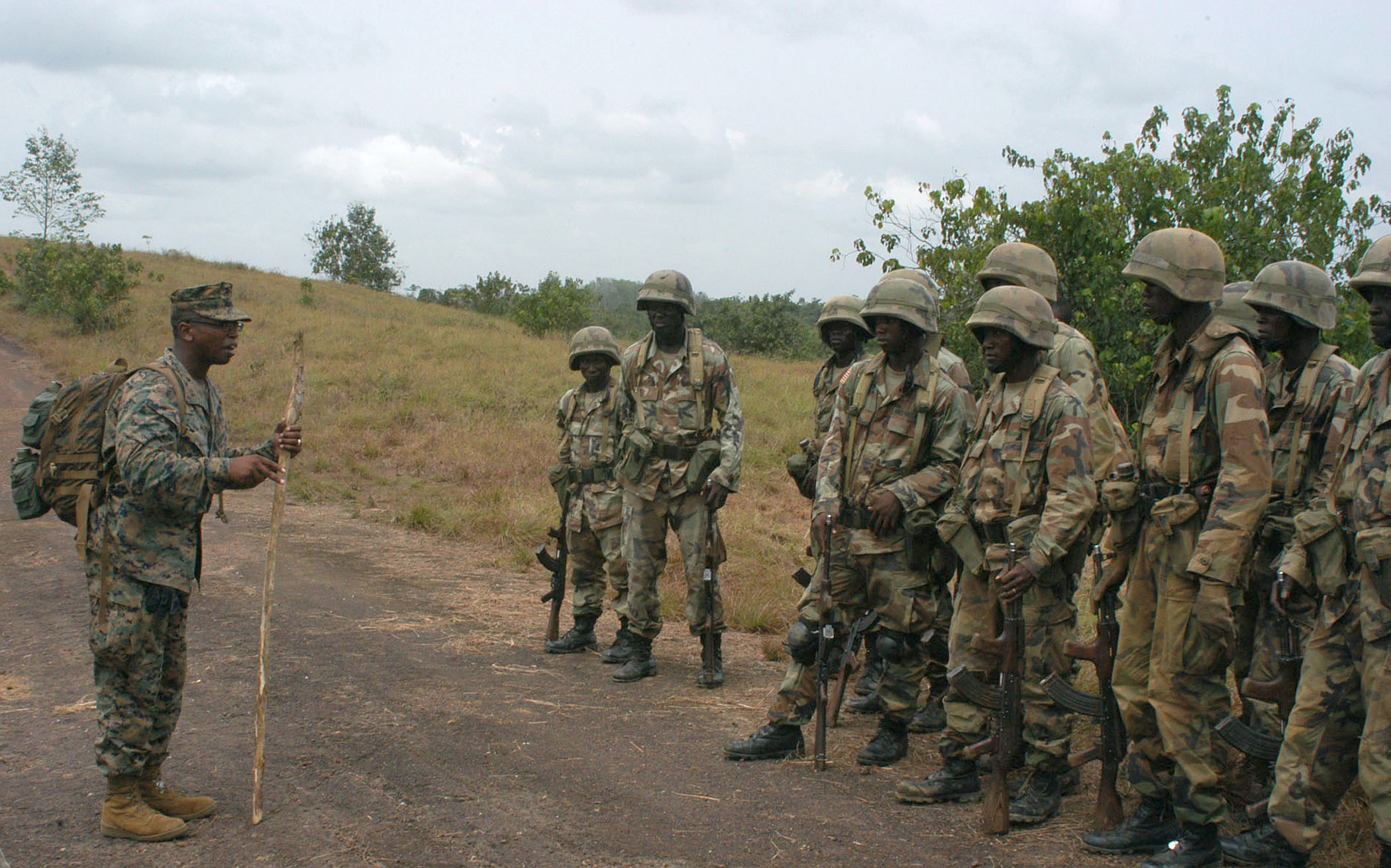
Ein Offizier des U.S. Marine Corps im Gespräch mit AFL-Soldaten während einer Ausbildung 2009.

## Geschichte
1908 wurde die Liberian Frontier Force gegründet und 1956 in Armed Forces of Liberia (AFL) umbenannt. Von 1945 bis 1961 wurden die meisten liberianischen Offiziere in den USA ausgebildet.
Von 1941 bis 1989 erhielt die AFL Training durch US-Militärberater, erreichte aber nie das Niveau von Armeen im Westen. 1979 brachen landesweite Demonstrationen und Unruhen aus. Am 12. April 1980 übernahm Samuel K. Doe nach einem Militärputsch die Macht. Damit begann eine 20-jährige Phase der politischen Instabilität. Doe wurde 1990 abgesetzt, gefoltert und getötet. Es folgte ein 14 Jahre währender Bürgerkrieg. Nachdem der Waffenstillstand der Bürgerkriegsparteien 2003 besiegelt war, verließ Präsident Taylor das Land. Seit dem 16. Januar 2006 ist Ellen Johnson-Sirleaf gewählte Präsidentin Liberias. Der New National Defense Act of 2008 reorganisierte das während des Bürgerkriegs in Auflösung begriffene Militär.
2014 unterstützte die US-Armee die liberianische Armee im Rahmen der Operation United Assistance bei der Eindämmung eines Ebola-Ausbruches. Das Kontingent umfasste rund 4000 US-Soldaten.
Die AFL beteiligt sich mit insgesamt 121 Soldaten an den UN-Missionen MINUSMA, UNMISS und UNISFA.

## Teilstreitkräfte

### Heer
Das Heer umfasst eine Infanterie-Brigade und Unterstützungstruppen. Die nominelle Stärke beträgt 1950 Mann, sie sind stationiert im früheren Camp Schiefflin.
Das liberianische Heer verfügt über 10 Toyata-Pickups und 3 Mercedes Unimogs, zudem über 4-Volvo Schwerlasttransporter.

### Luftwaffe
Die Luftstreitkräfte wurden 2005 aufgelöst, hatten aber schon während des Bürgerkriegs faktisch aufgehört zu existieren.

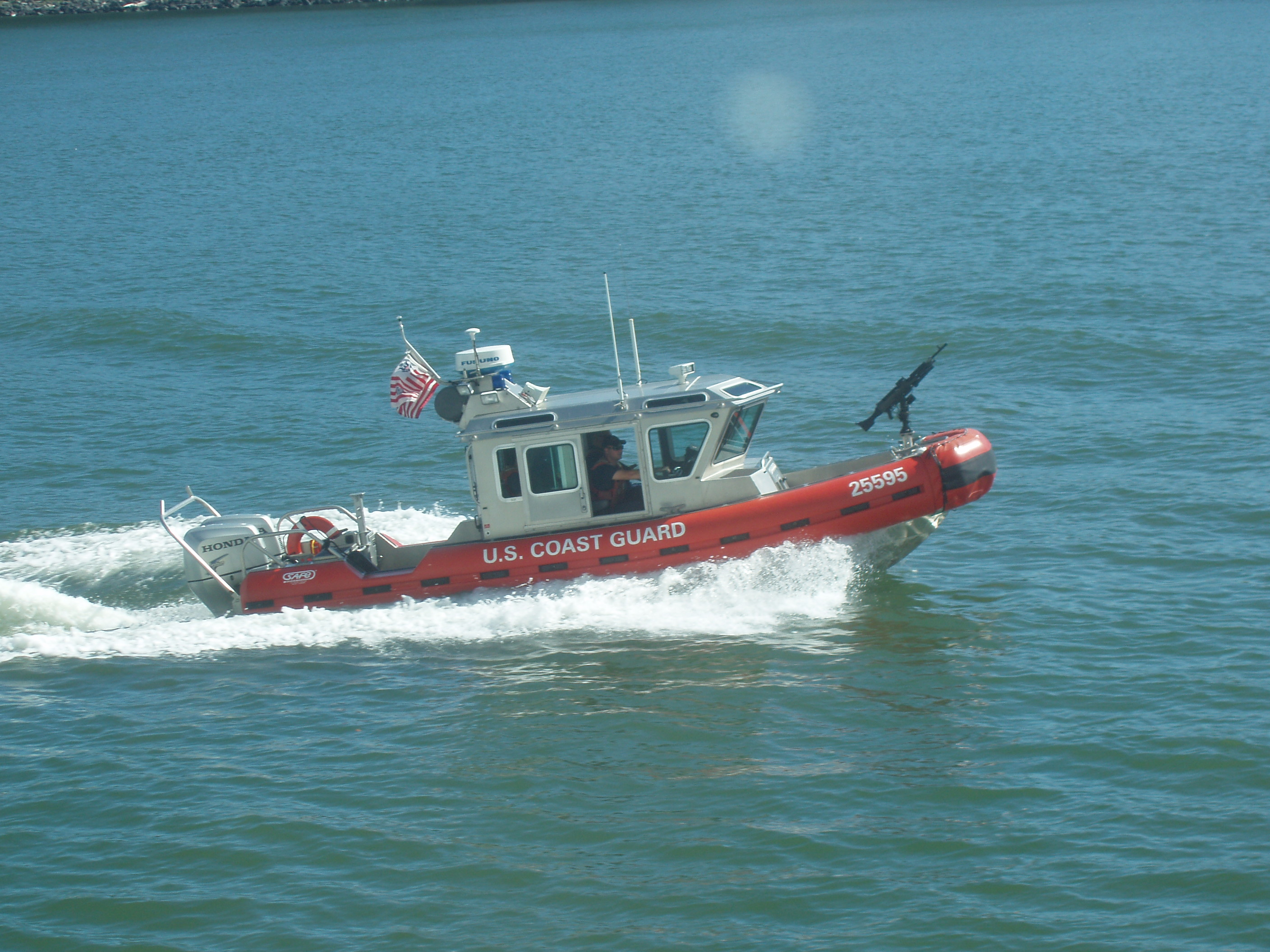
Boot der Defender-Klasse der US-Küstenwache.

### Küstenwache
Die 2010 wieder aktivierte Küstenwache hat eine Personalstärke von 60 Soldaten und erhielt 2011 zwei Boote der Defender-Klasse aus den Vereinigten Staaten.